# Думас, Антонио
Антонио Думас Ромальо Эстевеш (порт. Antônio Dumas Ramalho Esteves; 28 ноября 1955, Санту-Андре, Сан-Паулу — 30 декабря 2019, Конакри) — бразильский футболист и тренер.

## Биография
В качестве футболиста выступал за ряд бразильских команд, в числе которых были «Байа» и «Сантос». Завершал свою карьеру Думас в Португалии.
В качестве тренера специалист более десяти лет тренировал различные бразильские команды из низших лиг штатов. В 1998 году Думас перебрался в Африку, где он возглавлял сборные Габона, Сан-Томе и Принсипи, Того и Экваториальной Гвинеи. Наибольших успехов бразилец добился с габонцами. Их он привёл к домашней победе в Кубке УНИФФАК и вывел в финальную часть Кубка африканских наций 2000 года.
В 2007 году Думас на несколько лет вернулся в Бразилию, однако затем уехал за границу. В 2012 году он некоторое время возглавлял люксембургский «Расинг», после чего он вновь перешёл работать на африканский континент. Последним место работы Думаса стал тунисский «Кайруан».

## Смерть
Антонио Думас скончался 30 декабря 2019 года, в одной из частных клиник гвинейской столицы Конакри на 65-м году жизни.

## Достижения
- Обладатель Кубка УНИФФАК: 1999.
- Обладатель Кубка КЕМАК: 2006.